# 阿斯托瑞亞丹比烏斯酒店

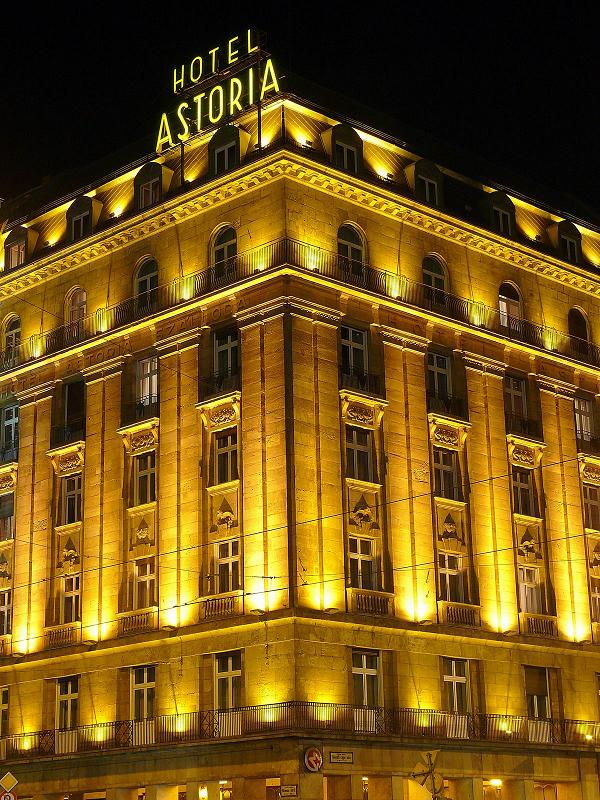
阿斯托瑞亞丹比烏斯酒店

阿斯托瑞亞丹比烏斯酒店（Danubius Hotel Astoria）是匈牙利首都布達佩斯的一家四星級酒店，開業於1914年3月14日。阿斯托瑞亞丹比烏斯酒店共有138間客房，其中包括三間套間。阿斯托瑞亞丹比烏斯酒店由丹比烏斯酒店集團管理經營。

## 外部連結
- （页面存档备份，存于）

47°29′39″N 19°03′36″E / 47.4941°N 19.0599°E